# Atemptat de Kaduna de l'abril de 2012
L'atemptat de Kaduna del 8 d'abril de 2012 va ser un atac suïcida comés amb cotxe bomba durant la missa del dia de Pasqua a l'església de la ciutat nigeriana de Kaduna. Almenys 38 persones van morir. Tot i que cap organització va reclamar l'autoria de l'atemptat, el principal sospitós va ser Boko Haram, la secta radical islamista culpable de centenars d'assassinats al país només durant el 2012.

## Detalls
L'explosió va afectar Kaduna, la capital de l'estat de Kaduna, i va deixar motocicletes carbonitzades i deixalles escampades per una carretera comercial important de la ciutat on molta gent es reuneia per menjar a restaurants i comprar gasolina al mercat negre. Els hotels i les cases properes a l'explosió van quedar amb les finestres trencades i els sostres de les habitacions arrencats per la força de la poderosa explosió, que va engolir un grup de mototaxis.
L'explosió va danyar l'Església Internacional de les Assemblees Cristianes de Totes les Nacions i l'Església de Bones Notícies de l'ECWA mentre els fidels celebraven el servei Pasqua, el cotxe carregat d'explosius va intentar entrar al recinte de les esglésies abans que detonés, però va ser bloquejat per barreres a la carrer i va ser rebutjat per un guàrdia de seguretat quan la policia s'acostava.
"Estàvem a missa i estava exhortant al meu poble i, de sobte, vam sentir un fort soroll que va destrossar totes les nostres finestres i portes, va destruir els nostres ventiladors i alguns dels equips de l'església", va dir el pastor Joshua Raji.

## Responsabilitat
Tot i que ningú va reivindicar immediatament l'atac, la sospita va caure immediatament sobre una secta islamista radical culpable d'altres centenars d'assassinats al país només aquell any. I alguns temien que l'atac pogués augmentar encara més les tensions al voltant de Kaduna, una regió a la línia divisòria entre el sud de Nigèria, en gran part cristià, i el nord, majoritàriament de religió musulmana.